# 유럽 주둔 미국 전략공군

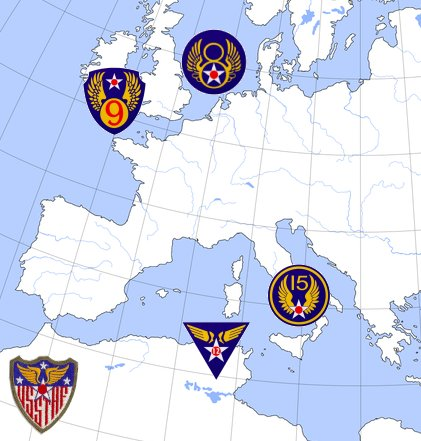
유럽 주둔 미국 전략 및 전술 공군 작전 구역 1944년–1945년

유럽 주둔 미국 전략 공군(USSTAF)은 미국 육군 항공대의 편제였다. 이는 제2차 세계 대전 유럽 전구에서 미국 육군 항공대의 전체 지휘통제 권한이 되었다.
USSTAF는 제9공군, 제12공군, 제15공군보다 작은 규모의 제8공군으로 시작되었다. 가장 오래된 사령부로서, 제8폭격기사령부로 유럽에서 가장 초기에 미국의 작전을 시작했으며, 제8공군은 전쟁 내내 이러한 젊은 조직들에게 영국과의 연락 및 전략적 임무 지침을 제공했다.
연합국의 심도 있는 접촉과 독일 산업 지역에 대한 전략폭격에 직접적인 영향을 미치는 전반적인 책임으로 인해 제8공군의 계획 및 정보 참모진은 최고 연합군 사령관인 드와이트 D. 아이젠하워 장성급 장교의 지휘 아래 연합군의 오버로드 작전 요구에 맞춰 전반적인 조정 통제를 행사하는 자연스러운 최선의 선택이었다. 그 후, 전략 폭격 노력의 정보, 표적 설정 및 계획, 임무 지정을 포함한 지휘통제 조정은 1944년 2월 23일 실제 작전 지휘부와 분리되었는데, 이는 논란과 반대가 없지 않았다. 새로운 사령부는 제8공군 계획 참모진의 큰 핵을 중심으로 조직되었으며, 이로써 USSTAF가 탄생했다. 동시에 USSTAF는 독일과 이탈리아에 대항하는 다른 미 공군에 대한 임무 계획 통제권도 부여받았고, 제8공군에 할당된 인력은 축소되었다.
USSTAF는 1944년 2월 22일 이전의 제8폭격기사령부를 제8공군으로 재지정하면서 설립되었다. 이전 제8공군의 전략 계획 사령부 참모진은 추축국에 대한 전략폭격의 표적 우선순위를 영국과 조정하는 상위 제대가 되었다. 이 확장된 역할에서 USSTAF는 재편성된 제8공군의 작전 통제, 유럽 작전 전구 내 제9공군의 행정 통제, 그리고 지중해 작전 전구 내 제12 및 제15공군의 작전을 어느 정도 수행했으며, 이들 모두는 그 전까지 자체적인 전략 계획을 수행해 왔다. 제8전투사령부는 새로 재지정된 제8공군 사령부 아래로 편입되었고, 제8폭격기사령부는 해체되었다.
1944년 3월부터 USSTAF 공군 군수 사령부는 점차 모든 기지 지원 기능을 인수했다. 제9공군 군수사령부는 기지 항공 보급 창고 지역을 없애고 5월 17일 가장 중요한 시설들(딘턴, 윌트셔, 바버스톡 근처의 필립스 하우스와 필턴)을 USSTAF 공군 군수 사령부에 이관했으며, 이 사령부는 이를 계속 사용하여 제9공군에 기지 서비스를 제공했다.
USSTAF 휘장/엠블럼에 대한 의견 차이가 일부 있다. 대부분의 자료는 이 글자가 유럽 주둔 미군 전략 공군을 의미한다고 명시한다. 그러나 적어도 초기에는 미군 전략 및 전술 공군을 의미했음을 나타내는 증거가 있다.

## 유럽 미공군 창설
유럽 전승 기념일 직후, 유럽 주둔 미 육군 항공대는 동원 해제를 시작했다. 1945년 5월, USSTAF는 약 17,000대의 항공기와 약 500,000명의 인력으로 구성되었다. 유럽에서의 목표는 오직 통신 및 수송 목적을 위한 소규모 USAAF 조직을 유지하는 것이었다. 1945년 8월 7일, 유럽 주둔 미군 전략 공군(USSTAF)은 유럽 미공군(USAFE)으로 재지정되었다. USAFE 본부는 1945년 9월 28일 독일 비스바덴으로 이전되었다. 1946년 말까지 유럽 주둔 미 공군은 인력이 약 75,000명, 항공기가 2,000대 미만으로 급격히 축소되었다.

## 계보
- 제8공군으로 1942년 1월 19일 설립

1942년 1월 28일 재활성화.
제8공군으로 1942년 9월 18일 재지정
유럽 주둔 미국 전략 공군으로 1944년 2월 22일 재지정

## 배속 (미완)
- 공군 전투 사령부, 1942년 1월 28일

훈련을 위해 제1공군에 배속

## 주둔지
- 새배너 공군 기지, 조지아주, 1942년 1월 28일 – 5월 20일경
- 보스턴 승선항, 1942년 5월 25일–27일
- 런던, 영국, 1942년 6월 18일
- 캠프 그리피스, 부시 공원, 런던, 영국, 1942년 6월 25일
- 생제르맹앙레, 프랑스, 1944년 9월 26일

## 구성 부대 (전체는 아님)
사령부
- 공군 무장 해제 (임시): 1944년 9월 15일 – 1945년 2월 1일[5]
- 동부, USSTAF: 1944년 8월 20일 – 1945년 8월 2일 (소련 점령지 경유 프랜틱 작전 폭격 임무)
- 제8폭격 (이후, 제8공군): 1942년 2월 1일 – 1945년 7월 16일
- 제8지상항공지원 (이후, 제8항공지원): 1942년 8월 28일 – 1943년 12월 1일
- 제8수송: 1942년 7월경 – 1943년 10월 16일 (전 기간 동안 파견)
- 유럽 주둔 미군 전략 공군 군수 사령부 (휴 J. 너 제독)

기동부대
- 제8전략 (이후, 제8공군 군수사령부): 1943년 11월 9일 – 1945년 7월 20일
- 제8전략 (임시) (이후, 제8공군 군수사령부): 1943년 11월 9일 – 1945년 7월 20일
- 항공 보급창 지역: 전진: 1943년 10월 18일 – 1945년 3월 1일

사단, 보급창
- 제1폭격사단: 1942년 9월 13일 – 1944년 2월 22일
- 제1전투사단 (임시): 1943년 6월경 – 1943년 11월 13일
- 제2폭격사단: 1943년 9월 13일 – 1944년 2월 22일
- 제402항공보급창, 1943년 4월 15일 재활성화; 1944년 7월 17일 제402기지항공보급창으로 재지정; 1945년 11월 24일 해체.

## 같이 보기
- 제2차 세계 대전 기간의 전략 폭격
- 극동 공군